# فویو (جی‌لین)
فویو (به چینی: 扶余市)یک شهر (در سطح شهرستان) در چین است که در تابعیت شهر سونگ‌یوان (شهر در سطح ولایت)، استان جی‌لین واقع شده‌است.
شهر فویو ۴٬۴۶۴ کیلومتر مربع مساحت و ۷۵۰٬۰۰۰ نفر جمعیت دارد و ۱۸۳ متر بالاتر از سطح دریا واقع شده‌است.
شهرستان فویو در تاریخ ۱۲ ژانویه سال ۲۰۱۳ میلادی به «شهر در سطح شهرستان» ارتقاء یافت.

## تقسیمات اداری
شهر فویو به ۵ ناحیه، ۱۲ شهرک، ۴ قصبه، و ۱ قصبه قومیتی (مشترکاً برای منچوها، مغول‌ها، شیبه‌ها) تابعه تقسیم شده است. سه «میدان» هم‌سطح قصبه نیز تابع این شهرستان می‌باشند.
- ناحیه تیه‌شی (铁西街道، Tiěxī jiēdào)
- ناحیه شی‌یینگ (士英街道، Shìyīng jiēdào)
- ناحیه لیان‌منگ (联盟街道، Liánméng jiēdào)
- ناحیه هه‌شینگ (和兴街道، Héxìng jiēdào)
- ناحیه یوتسای (育才街道، Yùcái jiēdào)
- ناحیه تیه‌شی (铁西街道، Tiěxī jiēdào)

- شهرک تاولای‌ژاو (陶赖昭镇، Táolàizhāo zhèn)
- شهرک تسای‌جیاگوو (蔡家沟镇، Càijiāgōu zhèn)
- شهرک چانگ‌چون‌لینگ (三岔河镇، Chángchūnlǐng zhèn)
- شهرک دالین‌زی(大林子镇، Dàlínzǐ zhèn)
- شهرک ده‌شنگ (得胜镇، Déshèng zhèn)
- شهرک زنگ‌شنگ (增盛镇، Zēngshèng zhèn)
- شهرک سان‌جینگ‌زی (三井子镇، Sānjǐngzǐ zhèn)
- شهرک سان‌چاهه (三岔河镇، Sānchàhé zhèn)
- شهرک شین‌وان‌فا (新万发镇، Xīnwànfā zhèn)
- شهرک شین‌یوان (新源镇، Xīnyuán zhèn)
- شهرک گونگ‌پنگ‌زی (弓棚子镇، Gōngpéngzǐ zhèn)
- شهرک ووجیاژان (五家站镇، Wǔjiāzhàn zhèn)
- شهرک ده‌شنگ (得胜镇، Déshèng zhèn)

- قصبه شیاوجیا (肖家乡، Xiàojiā xiāng)
- قصبه شین‌ژان (新站乡، Xīnzhàn xiāng)
- قصبه گنگ‌شین (更新乡، Gēngxīn xiāng)
- قصبه یونگ‌پینگ (永平乡، Yǒngpíng xiāng)
- قصبه شیاوجیا (肖家乡، Xiàojiā xiāng)

- ‌ قصبه قومیتی منچو، مغول، شیبه سان‌جون
  - (三骏满族蒙古族锡伯族乡، Sānjùn mǎnzú ménggǔzú xíbózú xiāng)
  - (ᠰᠠᠨ ᠵᡳᠶᡠᠨ ᠮᠠᠨᠵᡠ ᡠᡴᠰᡠᡵᠠ ᠮᠣᠩᡤᠣ ᡠᡴᠰᡠᡵᠠ ᠰᡳᠪᡝ ᡠᡴᠰᡠᡵᠠ ᡤᠠᡧᠠᠨ، san jiyun manju uksura monggo uksura sibe uksura gašan)
  - (ᠰᠠᠨ ᠵᠢᠶᠦᠨ ᠮᠠᠨᠵᠤ ᠦᠨᠳᠦᠰᠦᠲᠡᠨ ᠦ ᠮᠣᠩᠭᠣᠯ ᠦᠨᠳᠦᠰᠦᠲᠡᠨ ᠦ ᠰᠢᠪᠡ ᠦᠨᠳᠦᠰᠦᠲᠡᠨ ᠦ ᠰᠢᠶᠠᠩ، Сань зунь Манж үндэстэний Монгол үндэстэний Шибэ үндэстэний Шян, san ǰiyün manǰu ündüsüten-ü moŋɣol ündüsüten-ü sibe ündüsüten-ü siyaŋ)
  - (ᠰᠠᠨ ᠵᡳᠶᡠᠨ ᠮᠠᠨᡷᡠ ᡠᡴᠰᡠᡵᠠᡞ ᠮᠣᠩᡤᠣ ᡠᡴᠰᡠᡵᠠᡞ ᠰᡞᠪᡝ ᡠᡴᠰᡠᡵᠠᡞ ᡤᡡᠰᠠ، san jiyun manc̄u uksurai moŋḡo uksurai  sibe uksurai gūsa)

- ادارهٔ مدیریت حوزه آبیاری شیادای‌جی (下岱吉灌区管理局، Xiàdàijí guànqū guǎnlǐ jú)
- ادارهٔ مدیریت حوزه آبیاری لالین (拉林灌区管理局، Lālín guànqū guǎnlǐ jú)
- میدان زراعتی یی‌جیادیان (伊家店农场، Yījiādiàn nóngchǎng)